# Liste du patrimoine culturel immatériel de l'humanité en Slovaquie
Cet article recense les pratiques inscrites au patrimoine culturel immatériel en Slovaquie.

## Statistiques
La Slovaquie a ratifié la convention pour la sauvegarde du patrimoine culturel immatériel le 24 mars 2006. La première pratique protégée est inscrite en 2008.
En 2024, la Slovaquie compte 9 éléments inscrits au patrimoine culturel immatériel, 8sur la liste représentative et 1 sur le registre des meilleures pratiques de sauvegarde.

## Listes

### Liste représentative
Les éléments suivants sont inscrits sur la liste représentative du patrimoine culturel immatériel de l'humanité :
| Élément | Type                                                           | Subdivision | Année | Lien  | Notes | Illus. |
| --- | -------------------------------------------------------------- | ----------- | ----- | ----- | --- | ------ |
| La Fujara et sa musique                                                                                           | arts du spectacle                                              |             | 2008  | 00099 | |        |
| La musique de Terchová                                                                                            | arts du spectacle                                              | Terchová    | 2013  | 00877 | |        |
| La culture de la cornemuse                                                                                        | arts du spectacle savoir-faire liés à l'artisanat traditionnel |             | 2015  | 01075 | |        |
| Le théâtre de marionnettes en Slovaquie et en Tchéquie                                                            | arts du spectacle                                              |             | 2016  | 01202 | Partagé avec la République tchèque                                                                           |        |
| Le chant à plusieurs voix de Horehronie                                                                           | arts du spectacle                                              | Horehronie  | 2017  | 01266 | |        |
| Le Blaudruck/Modrotisk/ Kékfestés/Modrotlač, impression de réserves à la planche et teinture à l'indigo en Europe | savoir-faire liés à l'artisanat traditionnel                   |             | 2018  | 01365 | Partagé avec l'Autriche, l'Allemagne, la Hongrie et la République tchèque                                    |        |
| Drotárstvo (sk), art et artisanat à partir de fil de fer                                                          | savoir-faire liés à l'artisanat traditionnel                   |             | 2019  | 01478 | |        |
| Les traditions d'élevage des chevaux Lipizzan                                                                     | connaissances et pratiques concernant la nature et l'univers   |             | 2022  | 01687 | Partagé avec l'Autriche, la Bosnie-Herzégovine, la Croatie, la Hongrie, l'Italie, la Roumanie et la Slovénie |        |

### Patrimoine immatériel nécessitant une sauvegarde urgente
La Slovaquie ne compte aucun élément listé sur la liste du patrimoine immatériel nécessitant une sauvegarde urgente.

### Registre des meilleures pratiques de sauvegarde
L'élément suivant est inscrit sur le registre des meilleures pratiques de sauvegarde :
| Élément                  | Type                                         | Subdivision | Année | Lien  | Notes | Illus. |
| ------------------------ | -------------------------------------------- | ----------- | ----- | ----- | ----- | ------ |
| L'école d'artisanat ÚĽUV | savoir-faire liés à l'artisanat traditionnel |             | 2024  | 02107 |       |        |